# Test Allena
Test Allena jest badaniem mającym na celu określić prawidłowość unaczynienia tętniczego ręki, czyli drożność tętnic promieniowej i łokciowej oraz tętniczego łuku dłoniowego, łączącego obie tętnice.
W celu wykonania testu Allena należy:
1. poprosić pacjenta o zaciśnięcie ręki w pięść na około 30 sekund (zwiększone ciśnienie wewnątrztkankowe wyciśnie krew z naczyń kapilarnych)
2. ucisnąć tętnicę promieniową i łokciową na przedramieniu, powyżej nadgarstka, poprosić pacjenta o wyprostowanie palców (uciśnięcie tętnic odetnie napływ świeżej krwi - palce zbledną)
3. zwolnić ucisk tylko tętnicy łokciowej (a w drugim teście tylko promieniowej)
4. określić czas powrotu do prawidłowego zabarwienia palców. Nawrót kapilarny powinien nastąpić do 5 sekund, jeśli po upływie tego czasu dłoń jest nadal blada, wynik testu jest dodatni - świadczy o upośledzeniu ukrwienia[1].